# Симфонія № 87 (Гайдн)
Симфонія № 87, ля мажор Йозефа Гайдна, написана 1786 року.
Структура:
1. Vivace, 4/4
2. Adagio, 3/4 in D major
3. Menuet e trio, 3/4
4. Finale: Vivace, 2/2

Склад оркестру:
флейта, два гобої, два фаготи, дві валторни, клавесин і струнні.

## Ноти і література
- Symphony No. 877: Ноти на сайті International Music Score Library Project.
- Robbins Landon, H. C. (1963) Joseph Haydn: Critical Edition of the Complete Symphonies, Universal Edition, Vienna